# Ja wysiadam
Ja wysiadam - promo singel Anny Marii Jopek wydany przez PolyGram w 1999 r. zapowiadający album Jasnosłyszenie. Zawiera 2 wersje tytułowej piosenki.

## Lista utworów
1. Ja wysiadam (radio edit)
2. Ja wysiadam (acoustic mix)